# 格萊克森山
47°04′58″N 12°23′04″E / 47.082778°N 12.384436°E
格萊克森山（德語：Glexenköpfe），是奧地利的山峰，位於該國西部，由蒂羅爾州負責管轄，屬於維內迪傑山脈的一部分，海拔高度3,090米，每年平均降雨量1,971毫米。